# Blanquilla (ciruela)
Blanquilla es una  variedad cultivar de ciruelo (Prunus domestica) Esta ciruela está cultivada tradicionalmente en la sierra norte de Madrid Comarca Lozoya Somosierra, en Pinilla del Valle. Se está cultivando en el vivero de "La Troje" "Asociación sembrando raíces, cultivando biodiversidad", donde cultivan variedades frutícolas y hortícolas de la herencia para su conservación y recuperación de su cultivo. Así mismo está cultivado en el IMIDRA- Banco de Germoplasma de Variedades Tradicionales de Frutales de la Comunidad de Madrid (Finca La Isla).

## Sinónimos
- “Blanquilla“,[5]
- "Ciruela Blanquilla".

## Historia
Se piensa que la especie Prunus domestica es un híbrido entre 'P. spinosa' y 'P. cerasifera', originaria del Cáucaso y el suroeste asiático (Masefield et al. 1980; López González 2002). Dentro de esta especie se incluyen las variedades de más antigua difusión en Europa, ya que su cultivo se desarrolló principalmente en los Balcanes y países mediterráneos (Waugh 1910). La especie P. insititia ha sido considerada por algunos autores subespecie de P. domestica (Prunus domestica subsp. insititia) debido a su parecido con ésta (López González 2002).
'Blanquilla' tiene arraigado su cultivo en la Sierra Norte de Madrid, en Pinilla del Valle llevan cultivándose más de un siglo. Se ha conservado en cultivo por ser muy productiva, y de sabor muy dulce.
Sigue habiendo árboles de esta variedad en Pinilla del Valle.

## Características
La floración en los meses de marzo y abril.

“Es la primera variedad de ciruelo en florecer y madurar".
(Ana Lleida Añón, Pinilla del Valle).

La variedad de ciruela 'Blanquilla' tiene un fruto de tamaño pequeño calibre, y forma esferoidea, con la piel de color amarillento con rubores rojizos en la madurez. Posee un pedúnculo medio y fuerte.
Se cosechan desde principios de agosto. Una vez maduros se caen fácilmente del árbol por lo que para recogerlos simplemente se zarandea el árbol.

“Valoradas por ser muy tempranas".
(Ana Lleida Añón, Pinilla del Valle).

## Cultivo
Los ciruelos tradicionalmente no se injertaban. Las variedades presentes son multiplicadas de forma vegetativa, trasplantando los chupones que brotan de las raíces, o de forma sexual, a través de semilla.
La producción estaba tradicionalmente orientada al autoconsumo, salvo en Puebla de la Sierra que se llevaban a vender a otros pueblos de la comarca. Algunas variedades del Valle Alto de Lozoya se hacían pasas y de esta forma se alargaba la conservación. 

“Consumo en crudo”.
(Ana Lleida Añón, Pinilla del Valle).

Autofértil, es una muy buena variedad polinizadora de todos los demás ciruelos.

## Usos
Tradicionalmente su consumo en crudo. También se llevaban a Madrid para venderlas en las confiterías de la Plaza de la Cebada.